# چارلز آدایر
چارلز آدایر (انگلیسی: Charles Adair؛ زادهٔ ۱۱ اوت ۱۹۷۱) بازیکن سابق فوتبال و مربی فوتبال اهل ایالات متحده آمریکا است. او دو فصل را در لیگ فوتبال داخل سالن قاره‌ای، دو فصل در لیگ فوتبال حرفه‌ای ملی و هفت فصل را در لیگ دسته‌ اول گذراند.